# Crise humanitária em Gaza (2023-presente)

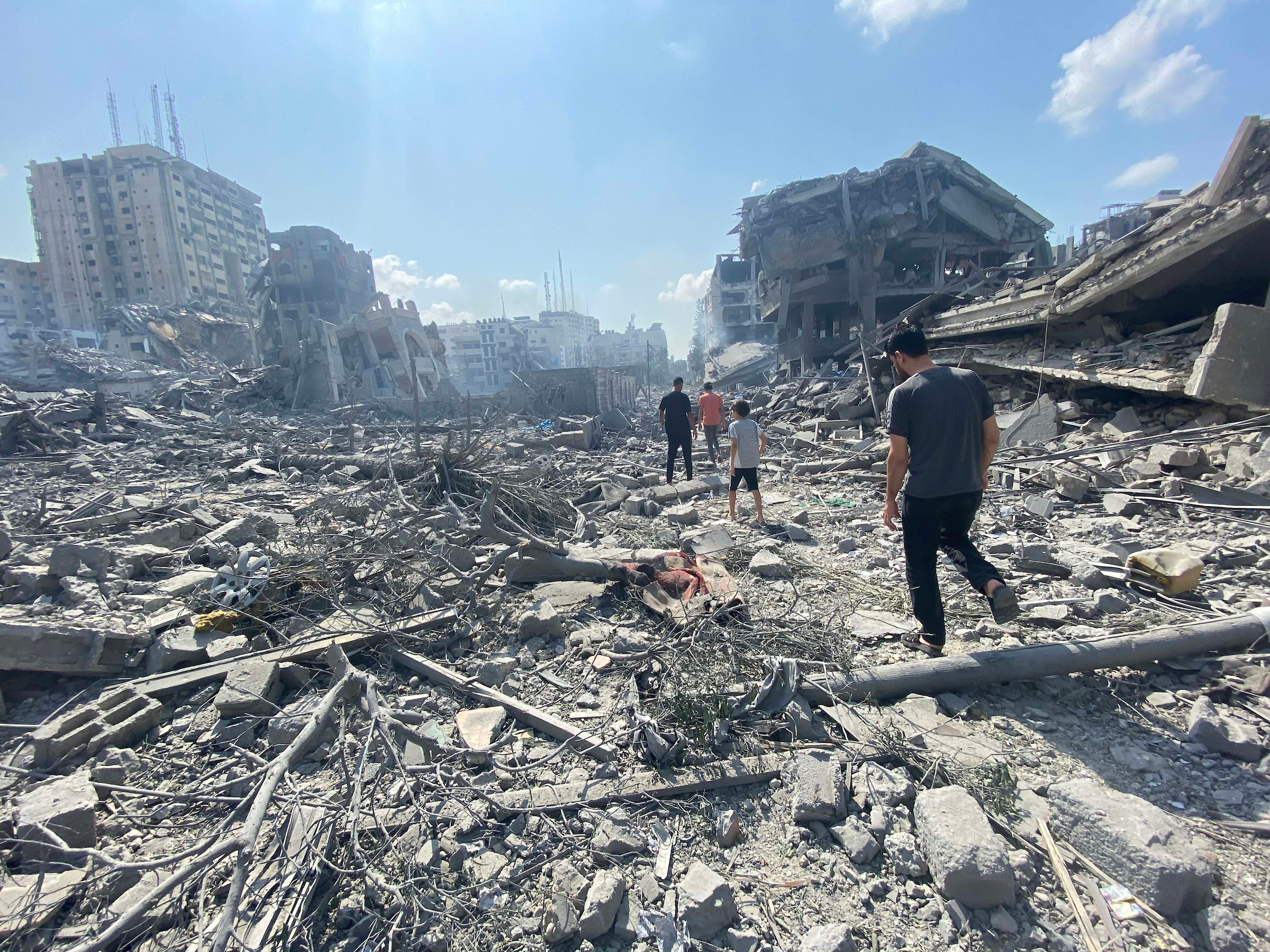
Destruição em Gaza

A crise humanitária em Gaza iniciada em 2023 é o resultado da Guerra Israel-Hamas. Depois de um ataque da organização palestina Hamas a alvos israelenses em 7 de outubro de 2023, que cobrou 1,2 mil vidas, Israel implementou um bloqueio completo na Faixa de Gaza e lançou uma contraofensiva militar de extrema violência que causou danos catastróficos nas habitações e na infraestrutura do território, matou mais de 42 mil palestinos e deixou mais de 97 mil feridos até a metade de outubro de 2024. A maciça maioria das vítimas são civis. Segundo o Ministério da Saúde de Gaza, dois terços das vítimas são mulheres e crianças.
A combinação de destruição e bloqueio provocou o desmantelamento dos sistemas de prestação de serviços em geral, de saneamento, de abastecimento de comida, água, energia e combustível, e de assistência médica e humanitária. Cerca de 85% da população de 2,2 milhões de pessoas foi obrigada a deixar suas casas, buscando asilo em abrigos improvisados e campos de refugiados, todos superlotados, onde as condições de vida são péssimas. Praticamente não há água potável disponível e a comida se tornou extremamente escassa. A população é obrigada a beber água contaminada, quando consegue alguma água, e fome em maior ou menor intensidade se abateu sobre virtualmente toda a população. Surtos de diversas doenças já afetam centenas de milhares de pessoas.
Para muitos observadores e organizações internacionais, a crise humanitária e o nível de destruição e mortes civis não têm paralelos na história recente. Segundo oficiais das Nações Unidas, "a crise humanitária em Gaza é mais do que catastrófica, e piora a cada dia. [...] Gaza tornou-se um lugar de morte e desespero". O Secretário-Geral da ONU, António Guterres, afirmou que Gaza se tornou "um cemitério para as crianças". Organizações como Médicos Sem Fronteiras, Cruz Vermelha e uma declaração conjunta da UNICEF, Organização Mundial da Saúde, Programa de Desenvolvimento das Nações Unidas, Fundo de População das Nações Unidas e Programa Mundial de Alimentos alertaram para um colapso humanitário iminente.
A Anistia Internacional declarou que há evidências de que Israel cometeu crimes de guerra, e a África do Sul abriu um processo contra Israel no Tribunal Internacional de Justiça, acusando o país de promover o genocídio da população palestina, recebendo o apoio de mais de 80 países. O Tribunal acatou a ação e como medida preliminar decretou que Israel se abstenha de atos que provoquem um genocídio, mas o julgamento pode levar anos para ser completado. As autoridades israelenses negaram a acusação e alegam que o país segue o Direito Internacional, que seu inimigo é apenas o Hamas e que tem adotado medidas para minimizar o impacto da atividade militar sobre os civis.

## Síntese da crise

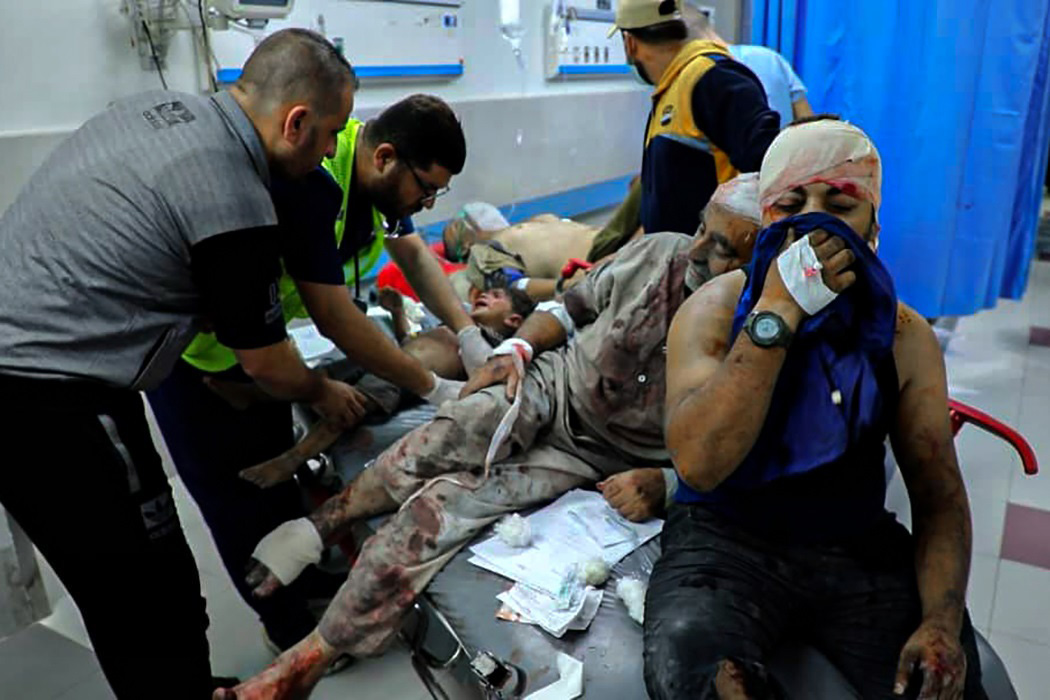
Civis palestinos feridos após ataques israelenses na Faixa de Gaza.

A Faixa de Gaza tem sido o epicentro de um conflito crônico há muitos anos, com períodos de violência e atividade militar. A presente crise humanitária começou a se desenvolver depois de um forte ataque do Hamas a alvos israelenses em 7 de outubro de 2023, durante o feriado judaico de Simchat Torá e Shabat, e um dia após o 50.º aniversário da Guerra do Yom Kippur. O ataque ocorreu após três semanas de violência na barreira de separação entre Israel e Gaza. No ataque 1,2 mil pessoas morreram e 240 foram tomadas como reféns.
A contraofensiva israelense tem sido sustentada com extrema violência, impondo um bloqueio quase total nas fronteiras, causando dezenas de milhares de mortos e feridos, incluindo milhares de civis, mulheres e crianças, obrigando a população a um deslocamento massivo, destruindo grande parte das estruturas do território, incluindo hospitais, universidades e escolas, desmantelando as redes de serviços, abastecimento e atendimento médico e dificultando a entrada de ajuda humanitária.

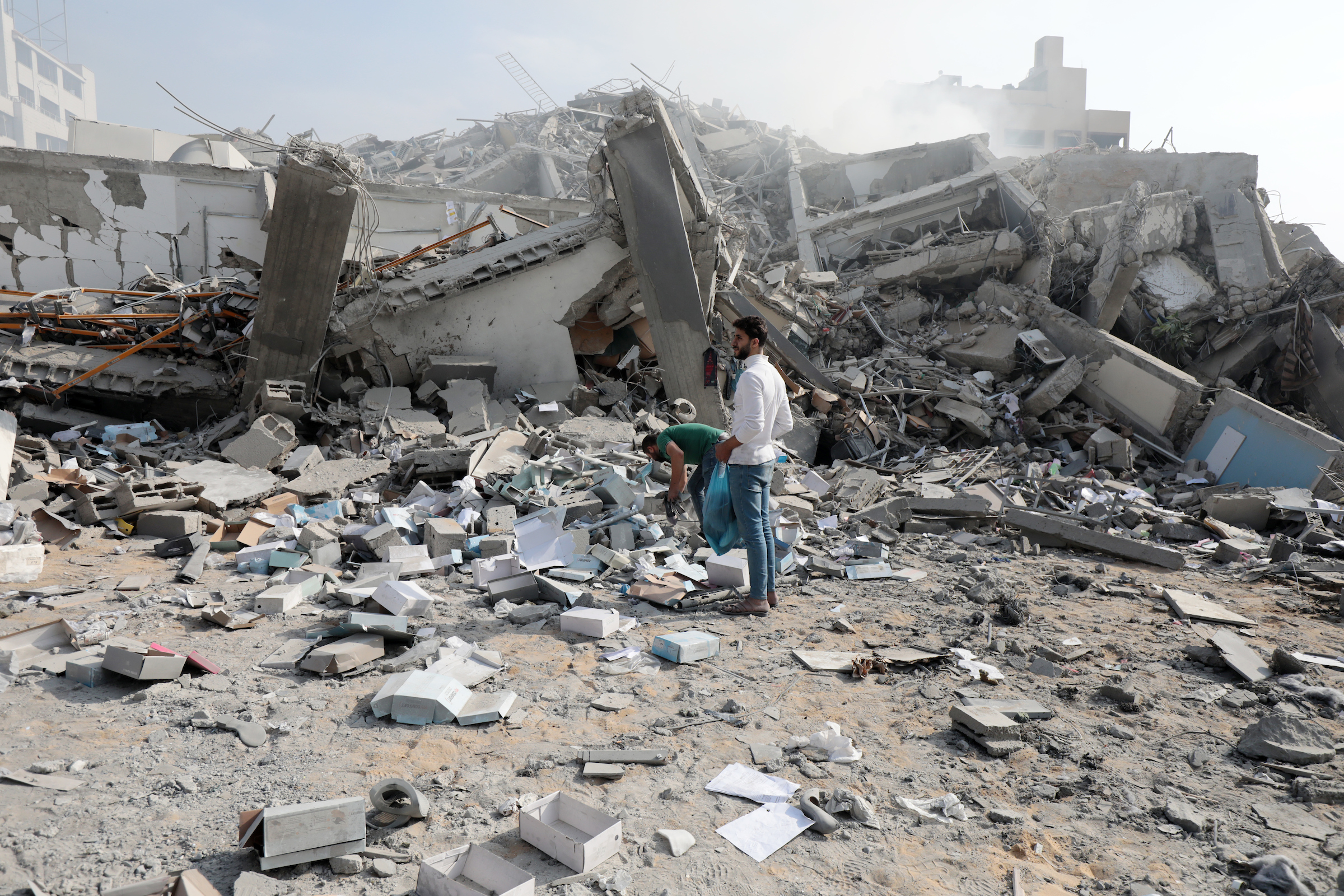
Destruição de edifícios em Gaza

Enquanto que o direito de defesa de Israel tem sido geralmente reconhecido, para muitos observadores e organizações internacionais, jornalistas e políticos de alto escalão, a resposta israelense tem sido indiscriminada e desproporcional. A Bolívia rompeu suas relações diplomáticas com Israel com esta justificativa. Para a Anistia Internacional, há evidências de que Israel cometeu crimes de guerra: "Na sua intenção declarada de usar todos os meios para destruir o Hamas, as forças israelitas demonstraram um chocante desrespeito pelas vidas dos civis. Pulverizaram edifícios residenciais, rua após rua, matando civis em grande escala e destruindo infraestruturas essenciais, enquanto novas restrições significam que Gaza está ficando rapidamente sem água, medicamentos, combustível e eletricidade".
Essa situação levou a África do Sul a abrir um processo contra Israel do Tribunal Internacional de Justiça, acusando o país de promover um genocídio da população palestina. A iniciativa recebeu o apoio de seis Estados da América Latina, dos 22 Estados da Liga Árabe e dos 57 Estados da Organização para a Cooperação Islâmica. Israel classificou o caso como uma “terrível difamação” por parte da África do Sul. Alemanha, Estados Unidos e Canadá apoiaram Israel rejeitando a acusação.

## Vítimas
Segundo matéria da BBC, até 14 de janeiro de 2024 a contraofensiva israelense em Gaza produziu quase 24 mil mortos, incluindo milhares de mulheres e crianças. O porta-voz do Ministério da Saúde de Gaza em 19 de fevereiro disse que o número de vítimas palestinas havia subido para mais de 29 mil mortos e mais de 69 mil feridos desde o início do conflito.
O Alto Comissariado das Nações Unidas para os Direitos Humanos declarou ter recebido numerosos "relatórios perturbadores" sobre a situação no norte de Gaza, denunciando detenções em massa, maus tratos e desaparecimento de possivelmente milhares de palestinos, incluindo crianças. As denúncias estão sendo investigadas. A Anistia Internacional relatou ter comprovado tratamento desumano e degradante de detidos por parte de forças israelenses na cidade de Beit Lahia.

## Evacuação

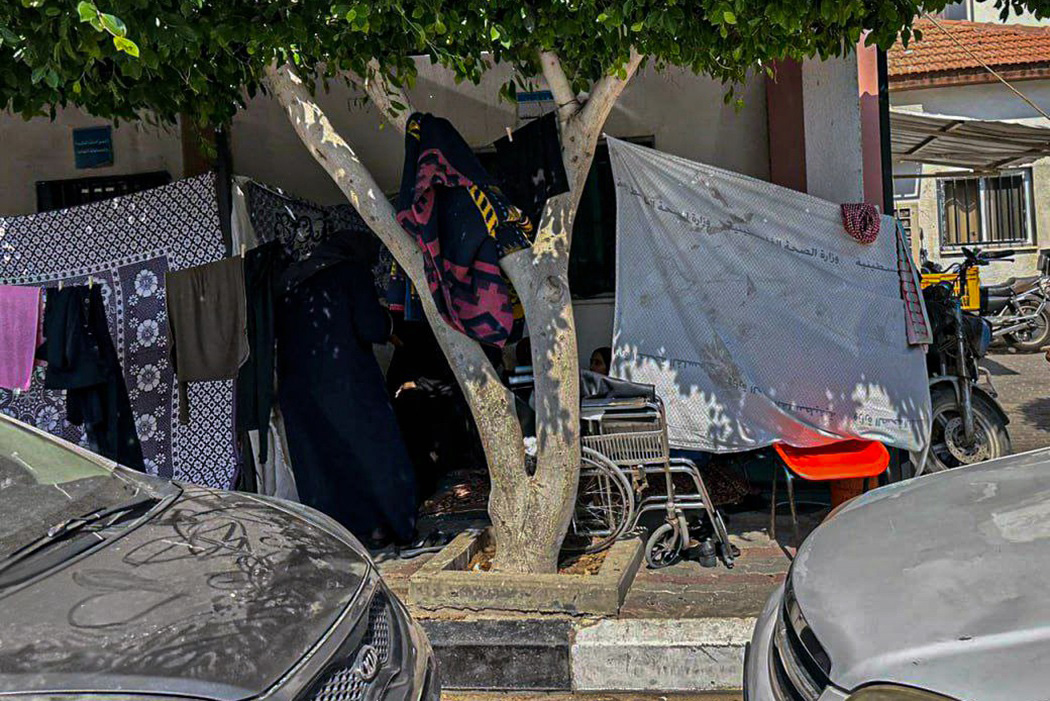
Refugiados acampando nas ruas

Israel ordenou a evacuação de 1,1 milhão de pessoas para a região sul de Gaza, mas as Nações Unidas consideraram uma manobra de tal envergadura impossível, equivalendo para muitos a uma sentença de morte.  Em dezembro de 2023 Josep Borrell, alto representante da União Europeia para Política Externa, afirmou que a situação na Faixa de Gaza era "cada vez pior" e que não havia refúgios possíveis para a população palestina. Ele acrescentou que "o nível de destruição segue sem precedentes". Em janeiro 85% da população de 2,2 milhões de pessoas havia sido obrigada a sair de suas casas. Fora de Gaza, a deterioração da situação de segurança na fronteira entre Israel e o Líbano forçou cerca de 76 mil pessoas a abandonarem as suas casas no sul do Líbano.

## Ajuda humanitária
Um relatório da Coordenação dos Assuntos Humanitários das Nações Unidas apontou que nas duas primeiras semanas de janeiro as autoridades israelenses permitiram a entrada de apenas sete das 29 missões de ajuda humanitária planejadas. Grupos de manifestantes civis israelenses reunidos na fronteira em várias oportunidades também tentaram impedir a entrada de ajuda humanitária. Diversos países ocidentais que manifestaram apoio a Israel suspenderam a transferência de recursos para o serviço de ajuda humanitária das Nações Unidas.
A ajuda tem sido largamente insuficiente para atender à enorme demanda, o trabalho das equipes tem sido muito difícil e seus membros correm risco de vida constante. Segundo Eri Kaneko, porta-voz da Coordenação dos Assuntos Humanitários das Nações Unidas, "múltiplas fiscalizações, longas filas de caminhões e dificuldades nos pontos de passagem continuam dificultando as operações. Dentro de Gaza, as operações de ajuda enfrentam bombardeios constantes, com os próprios trabalhadores humanitários mortos e alguns comboios alvejados". Mais de 200 médicos e outros profissionais de saúde foram mortos até meados de novembro. Outros profissionais tiveram suas famílias mortas ou suas casas destruídas. Nos primeiros 75 dias do conflito, 136 oficiais das Nações Unidas foram mortos. Em 5 de janeiro o número havia subido para 142. Campos de refugiados e hospitais também estão sendo bombardeados. Mais de 50 jornalistas morreram até meados de dezembro.
Em 14 de janeiro Ahmed Bayram, consultor do Norwegian Refugee Council, disse que "Gaza foi transformada em um lugar impossível de se viver por razões militares, e todos os civis estão pagando o preço". Para a secretária-geral da Anistia Internacional, Agnès Callamard, "durante 16 anos, o bloqueio ilegal de Israel fez de Gaza a maior prisão ao ar livre do mundo – a comunidade internacional deve agir agora para evitar que ela se transforme num cemitério gigante".

## Abastecimento
O conflito exacerbou a insegurança alimentar que a população vive há muitos anos, desde que Israel começou a realizar bloqueios parciais no acesso de suprimentos. Mesmo antes da guerra cerca de dois terços da população dependia de auxílio externo para se alimentar. Com o bloqueio radical imposto em 7 de outubro, a situação se tornou crítica. Devido ao desmantelamento do sistema interno de produção e distribuição de alimentos e ao bloqueio quase total da entrada de novos suprimentos, a fome se tornou generalizada. As Nações Unidas alertaram que metade da população corre o risco de morrer de fome, e de acordo com seus oficiais Israel está usando a fome como uma arma de guerra. Os bombardeios inutilizaram mais de 20% das terras aráveis da região, os rebanhos de animais também passam fome, e grande parte da população perdeu seu emprego ou suas fontes de renda, aumentando as dificuldades para obtenção de alimentos.
Os bloqueios e bombardeios provocaram também escassez grave de água, medicamentos e combustível, interrupção no suprimento de eletricidade e nas comunicações, e grande dificuldade para atendimento médico, serviços essenciais que à medida que o conflito escala se aproximam do colapso.
A água disponível em novembro estava reduzida a 17% do suprimento pré-guerra, segundo relatório da Oxfam, e a maior parte dela estava contaminada por esgotos, sal ou outras impurezas. Segundo as Nações Unidas, em novembro mais de 96% da água disponível era imprópria para consumo. A contaminação aumenta o risco de epidemias de doenças que são veiculadas pela água, como tifo e cólera. As estações de dessalinização da água do mar desde outubro já não funcionavam por falta de combustível. Em dezembro Israel começou a bombear água do mar para dentro de túneis alegadamente usados pelo Hamas, o que pode comprometer os aquíferos subterrâneos por gerações.

## Saúde e assistência médica

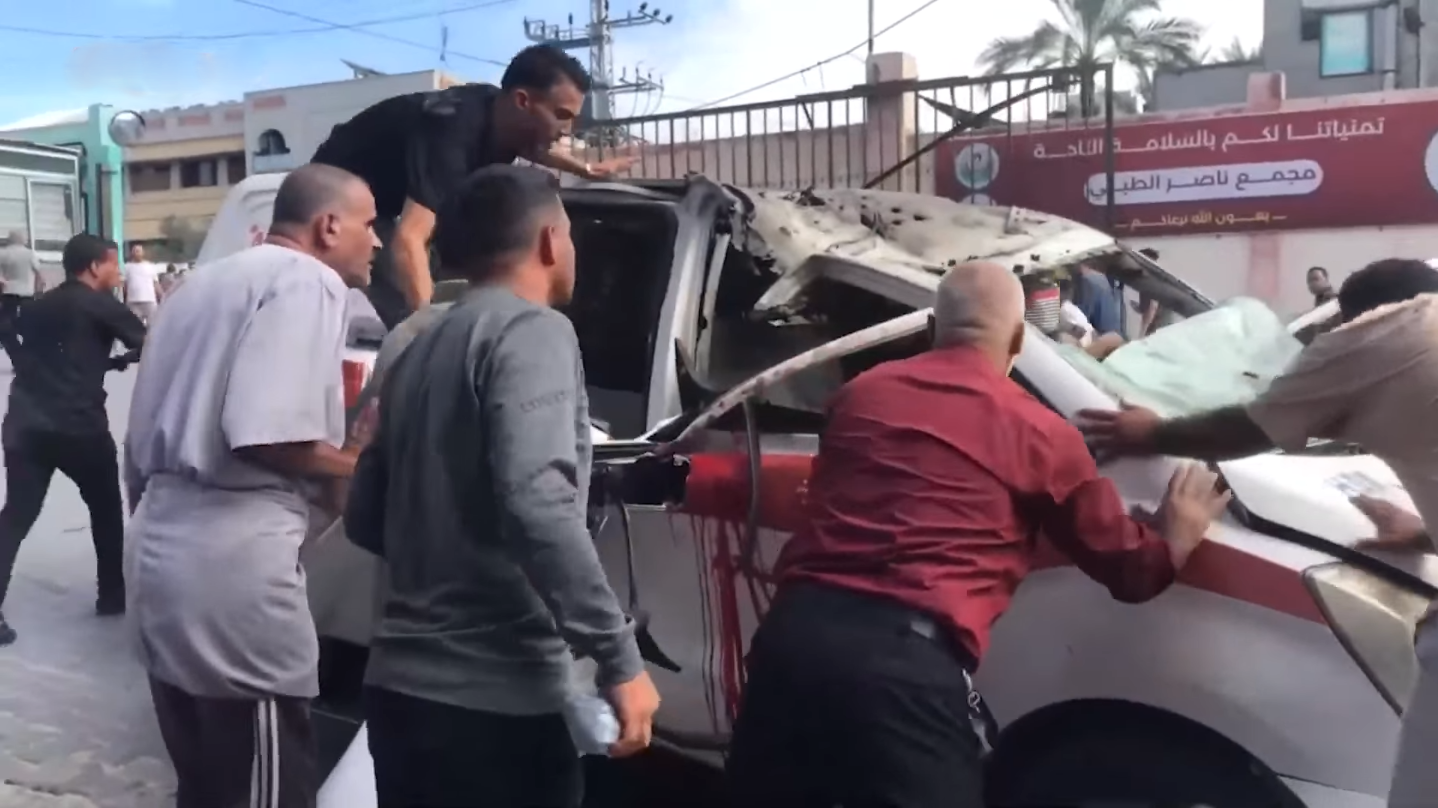
Ambulância do Crescente Vermelho destruída por um míssil israelense

A Organização Mundial da Saúde afirmou que menos de metade dos hospitais de Gaza seguem funcionando, e apenas parcialmente. Os poucos hospitais ainda ativos estão superlotados e o atendimento é extremamente precário, equipamentos estão inoperantes por destruição ou falta de profissionais para manejá-los, os medicamentos e produtos de limpeza e desinfecção praticamente desapareceram, falta água e eletricidade, o lixo hospitalar não é recolhido, cirurgias são realizadas sem anestesia. Sean Casey, oficial da OMS, disse que pacientes com fraturas expostas e queimaduras severas podem ficar dias à espera de tratamento, muitos deles não recebem água ou comida. Por ocasião da sua visita, o principal hospital de Gaza, com 700 leitos, só contava com cinco ou seis médicos e enfermeiras.
Até o início de janeiro haviam sido feitos cerca de 600 ataques e bombardeios a 94 instalações de saúde, com 613 mortes e mais de 770 feridos. 79 ambulâncias haviam sido destruídas ou danificadas. A situação é complicada pela invasão dos hospitais por dezenas de milhares de refugiados que não têm outro local para se abrigar. Marc Biot, diretor de operações da organização Médicos sem Fronteiras, disse que "o que está acontecendo é sem precedentes. Eu e todos os meus colegas na organização nunca vimos uma destruição tão maciça de instalações médicas, bombardeio indiscriminado de civis e bloqueio de ajuda humanitária".

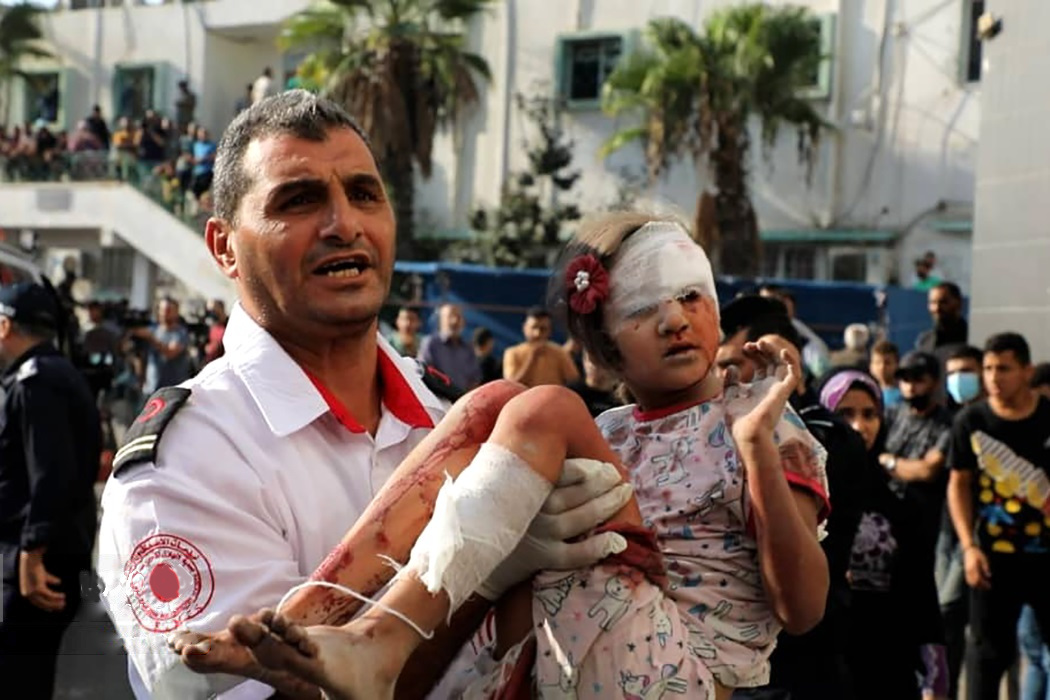
Um médico carregando uma criança palestina ferida

As estações de tratamento de esgotos deixaram de funcionar, o sistema de coleta de lixo foi desmantelado e o lixo se acumula por toda parte, e muitos mortos permanecem insepultos e se decompõem ao ar livre, aumentando o risco de epidemias e infestações de ratos e insetos. Nos campos de refugiados superlotados havia em dezembro em média apenas um vaso sanitário para cada 700 pessoas e o acesso a chuveiros e outros serviços sanitários era ainda mais limitado. A superlotação e as condições precárias nos abrigos e campos de refugiados aumentam a probabilidade de disseminação de doenças.
A OMS disse que essa combinação de fatores torna quase impossível evitar a disseminação de novas doenças e tratar as já existentes, não apenas dos afetados diretamente pela guerra, mas de todos os que sofriam antes com doenças crônicas ou precisavam de cuidados de longo prazo, como os imunossuprimidos, incapacitados, idosos e outros. Surtos de várias doenças começaram a aparecer, como diarreia, infecções respiratórias, hepatite, meningite, erupções na pele, infestações por piolhos e vermes ou outras afecções ligadas às más condições de higiene, à desnutrição e desidratação, à superlotação nos abrigos ou à água contaminada, afetando centenas de milhares de pessoas.
A Unicef reportou que os impactos de saúde têm sido especialmente dramáticos sobre as crianças e mulheres. A diretora da Unicef, Catherine Russell, disse que as crianças "estão presas num pesadelo que piora a cada dia que passa”. Cerca de 350 mil crianças com menos de cinco anos vivem em Gaza, e condições de fome ou subnutrição crônicas podem produzir efeitos severos e de longo alcance no seu desenvolvimento, tanto para o seu corpo como para suas habilidades cognitivas, além de aumentar muito o risco de vida caso contraiam doenças. Severo estresse alimentar também aumenta o risco de mulheres grávidas sofrerem abortos ou partos prematuros e terem sua produção de leite materno reduzida. Meses de explosões e ataques aéreos contínuos produzem graves danos psicológicos na população em geral, mas especialmente nas crianças, que começaram a desenvolver sintomas de trauma como convulsões, agressividade, enurese noturna e medo de morte iminente. Nas palavras de Zachi Grossman, presidente da Israeli Paediatric Association, "estamos testemunhando um tsunami de sintomas de ansiedade entre as crianças", em um nível sem precedentes. Uma avaliação da Unicef calculou que já em outubro mais de 800 mil crianças estavam precisando de cuidados de saúde mental e apoio psicológico e social.
Em dezembro a presidente do Comitê Internacional da Cruz Vermelha, Mirjana Egger, afirmou que o sofrimento humano em Gaza era "imenso", e depois de visitar um hospital disse que "as coisas que vi estão além de qualquer descrição. [...] O que mais me chocou foram as crianças que tinham ferimentos atrozes e também perderam seus pais, sem ter ninguém para cuidar delas". Ainda em dezembro os presidentes de seis grandes organizações de ajuda médica e humanitária publicaram uma declaração conjunta dizendo que "nunca vimos nada semelhante à situação em Gaza". Guillemette Thomas, coordenadora dos Médicos sem Fronteiras na Palestina, disse em fins de janeiro que "o sistema de saúde de Gaza não existe mais". Seema Jilani, consultora sênior do Comitê Internacional de Resgate com larga experiência em conflitos, disse que "nada poderia ter me preparado para os horrores que vi".

## Destruição de infraestrutura e patrimônio cultural

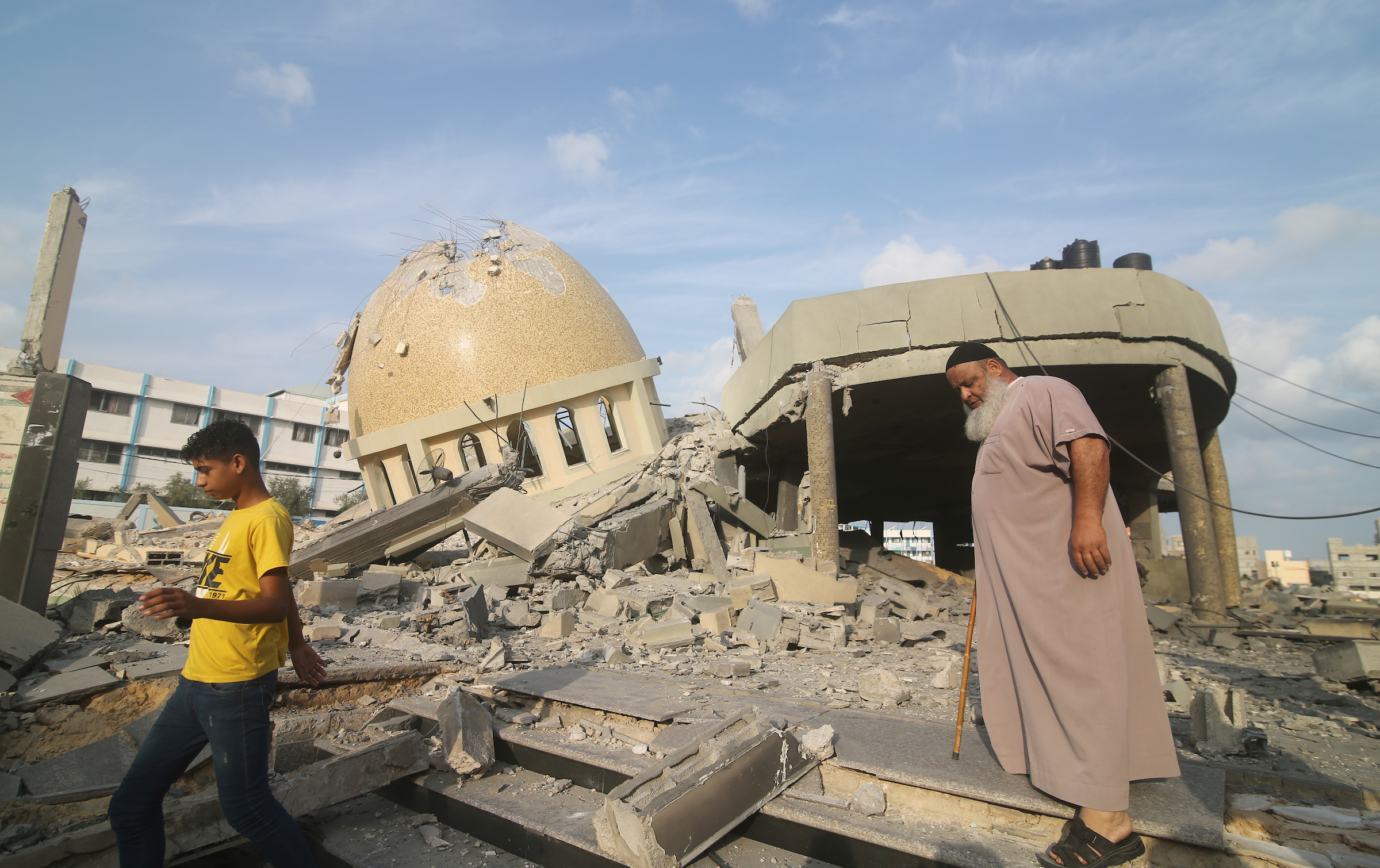
Mesquita de al-Amin Muhammad destruída

Grande parte da infraestrutura de Gaza foi destruída. Autoridades locais relataram que metade das casas do território estão inabitáveis, danificadas ou completamente destruídas.
Um relatório preliminar da organização Heritage for Peace indicou que mais de cem sítios de interesse histórico, cultural, arqueológico ou religioso foram destruídos parcial ou totalmente, incluindo mesquitas, cemitérios, igrejas, museus, monumentos e outras edificações.
Também foram destruídos o Arquivo Central da cidade de Gaza, que continha documentação cobrindo mil anos de história, todas as universidades, incluindo a Universidade Al-Israa junto com seu Museu Nacional, com um acervo de 3 mil peças raras, e mais de 350 escolas com suas bibliotecas públicas. Pelo menos 16 cemitérios foram violados, com destruição ou remoção de lápides e tumbas, escavações no terreno, e em alguns casos os despojos humanos foram removidos. Grandes trechos de alguns cemitérios foram patrolados e transformados em campos militares.